# Gyangarh
Gyangarh fou un estat tributari protegit, una thikana feudatària de Mewar). El fundador fou Kunwar Gopal Das, fill del rawat Jashwant Singh de Deogarh.

## Llista de rawats
- Rawat Gyab Singhji vers 1800.
- Rawat Roop Singhji.
- Rawat Raghunatrh Singhji.
- Rawat Ranjit Singhji.
- Rawat Shambu Singhji.